# Cokato
Cokato ist eine Stadt im Wright County in Minnesota, Vereinigte Staaten. Das U.S. Census Bureau hat bei der Volkszählung 2020 eine Einwohnerzahl von 2.799 ermittelt.

## Geographie
Nach den Angaben des United States Census Bureaus hat die Stadt eine Fläche von 3,3 km², die vollständig aus Land besteht.
U.S. Highway 12 führt als Hauptstraße durch den Ort. An dem Highway liegt in westlicher Richtung rund 10 km entfernt Dassel, in östlicher Richtung führt die Straße zum Howard Lake.

## Demografische Daten
Zum Zeitpunkt des United States Census 2000 bewohnten Cokato 2727 Personen. Die Bevölkerungsdichte betrug 822,6 Personen pro km². Es gab 1035 Wohneinheiten, durchschnittlich 312,2 pro km². Die Bevölkerung Hoquiams bestand zu 96,81 % aus Weißen, 0,15 % Schwarzen oder African American, 0,26 % Native American, 0,44 % Asian, 0,04 % Pacific Islander, 1,25 % gaben an, anderen Rassen anzugehören und 1,06 % nannten zwei oder mehr Rassen. 2,68 % der Bevölkerung erklärten, Hispanos oder Latinos jeglicher Rasse zu sein. 29,5 % der Einwohner waren deutscher, 24,2 % finnischer, 15,3 % schwedischer und 9,8 % norwegischer Abstammung.
Die Bewohner Cokatos verteilten sich auf 990 Haushalte, von denen in 36,6 % Kinder unter 18 Jahren lebten. 51,1 % der Haushalte stellten Verheiratete, 11,2 % hatten einen weiblichen Haushaltsvorstand ohne Ehemann und 33,0 % bildeten keine Familien. 29,7 % der Haushalte bestanden aus Einzelpersonen und in 17,0 % aller Haushalte lebte jemand im Alter von 65 Jahren oder mehr alleine. Die durchschnittliche Haushaltsgröße betrug 2,66 und die durchschnittliche Familiengröße 3,33 Personen.
Die Stadtbevölkerung verteilte sich auf 31,8 % Minderjährige, 8,4 % 18–24-Jährige, 25,4 % 25–44-Jährige, 16,9 % 45–64-Jährige und 17,5 % im Alter von 65 Jahren oder mehr. Das Durchschnittsalter betrug 33 Jahre. Auf jeweils 100 Frauen entfielen 91,5 Männer. Bei den über 18-Jährigen entfielen auf 100 Frauen 90,3 Männer.
Das mittlere Haushaltseinkommen in Cokato betrug 39.613 US-Dollar und das mittlere Familieneinkommen erreichte die Höhe von 51.645 US-Dollar. Das Durchschnittseinkommen der Männer betrug 35.362 US-Dollar, gegenüber 21.484 US-Dollar bei den Frauen. Das Pro-Kopf-Einkommen in Cokato war 17.149 US-Dollar. 7,7 % der Bevölkerung und 7,1 % der Familien hatten ein Einkommen unterhalb der Armutsgrenze, davon waren 7,5 % der Minderjährigen und 14,9 % der Altersgruppe 65 Jahre und mehr betroffen.